# Список вулиць Києва (П)
Це список вулиць міста Києва, назви яких починаються на літеру П.
До списку входять усі урбаноніми Києва, що містяться в офіційному довіднику «Вулиці міста Києва», затвердженому 2015 року, а також у міській інформаційно-аналітичній системі забезпечення містобудівної діяльності (МІАС ЗМД) «Містобудівний кадастр Києва», довіднику «Вулиці Києва» 1995 року та атласі «Київ до кожного будинку». Назви вулиць, які відсутні в офіційному довіднику, подані курсивом. Проєктні вулиці, що мають код у кадастрі, але не мають назв, у списку не наведені.
У списку вулиці подані за алфавітом. Назви вулиць на честь людей відсортовані за прізвищем (якщо прізвище відсутнє — за іменем) і подаються у форматі Прізвище Ім'я і/або Посада. Якщо вулиця названа за цілісним псевдонімом, то сортування відбувається за першою літерою псевдоніма або імені, тобто Бориса Тена подано на літеру Б, Ганни Барвінок — на Г, Дзиґи Вертова — на Д, Івана Багряного — на І, Кузьми Скрябіна — на К, Лесі Українки — на Л, Марка Вовчка, Марка Черемшини, Миколи Хвильового і Мирослава Ірчана — на М, Олени Пчілки і Остапа Вишні — на О, Панаса Мирного — на П, Юрія Клена — на Ю, Якуба Коласа, Яна Райніса, Янки Купали і Януша Корчака — на Я. Вулиці, що мають, окрім назви, порядковий номер, відсортовані за власною назвою, наприклад 2-й Левадний провулок на літеру Л. Вулиця Радгосп «Совки» розміщена на літеру С, вулиця Міста Шалетт — на літеру Ш. Назви вулиць, що починаються на число (окрім вулиць, зазначених вище), записані словами і подані на відповідну літеру (Восьмого Березня, Першого Травня тощо).
Вулиці з назвами «Садова» (в тому числі «номерні») і лінії виділені в окремі списки.
Станом на 1 січня 2023 року в Києві 2833 урбаноніми, з них:
| - 2059 вулиць; - 533 провулки; - 77 ліній; - 59 площ і майданів; | - 32 проспекти; - 22 бульвари; - 15 узвозів; | - 12 проїздів; - 11 шосе; - 5 доріг; | - 3 алеї; - 3 набережних; - 2 тупики. |

Колір фону у списку залежить від типу урбаноніма.
Після списку існуючих вулиць наведено список зниклих вулиць (вулиць, які були ліквідовані або включені до інших вулиць протягом XX—XXI століть), а також список попередніх назв вулиць, починаючи з 1800 року. Назви перейменованих вулиць, що починаються на число (окрім вулиць, зазначених вище), записані словами і подані на відповідну літеру (Третього Інтернаціоналу, Дев'ятого Січня, Дванадцятого Грудня, Двадцять П'ятого Жовтня, Сорокаріччя Жовтня, П'ятдесятиріччя Жовтня, Шістдесятиріччя Жовтня тощо).

## Вулиці міста Києва
| Назва                    | Тип   | Колишні назви                                                                         | Район                         | Місцевість                                          | Рік затв.        | Код об'єкта |
| ------------------------ | ----- | ------------------------------------------------------------------------------------- | ----------------------------- | --------------------------------------------------- | ---------------- | ----------- |
| Павленка Генерала        | вул.  | Ягідна                                                                                | Солом'янський                 | Жуляни                                              | 2019             | 12684       |
| Павличко Соломії         | вул.  | Проєктна 13108                                                                        | Голосіївський                 | Теремки                                             | 2019             | 13108       |
| Павлівська               | вул.  | Павлівська, Павлова Академіка                                                         | Шевченківський                | Солдатська слобідка                                 | 1944             | 11233       |
| Павлоградська            | вул.  | Нова 707-ма                                                                           | Подільський                   | Куренівка                                           | 1953             | 11234       |
| Палія Семена             | вул.  | Нова 764-та, Тихорецька                                                               | Голосіївський                 | Ширма                                               | 2022             | 11685       |
| Палія Семена             | пров. | Нова вул., Тихорецький                                                                | Голосіївський                 | Ширма                                               | 2022             | 11686       |
| Палладіна Академіка      | пр-т  | Просіка 4-та, Новобіличанська вул.                                                    | Святошинський                 | Академмістечко, Біличі, Новобіличі, Берковець       | 1973             | 11235       |
| Панаса Мирного           | вул.  | Мільйонна                                                                             | Печерський                    | Печерськ                                            | 1949             | 11236       |
| Панаса Мирного           | пров. | Мільйонний                                                                            | Печерський                    | Печерськ                                            | 1955             | 11237       |
| Панорамна                | вул.  |                                                                                       | Голосіївський                 | Багринова гора                                      | 1958             | 11239       |
| Пантелеймонівська        | вул.  | Проектна 13088                                                                        | Голосіївський                 |                                                     | 2018             | 13088       |
| Пантелькіна Анатолія     | вул.  | Нова 855-та, Виноградарська                                                           | Святошинський                 | Авіамістечко                                        | 1980             | 11240       |
| Панча Петра              | вул.  | Нова                                                                                  | Оболонський                   | Пріорка                                             | 1989             | 11243       |
| Паньківська              | вул.  | Паньківська, Халтуріна Степана                                                        | Голосіївський                 | Паньківщина                                         | 1990             | 11244       |
| Параджанова Сергія       | вул.  | Нова 869-А, Шаумяна                                                                   | Шевченківський                | Нивки                                               | 2016             | 11886       |
| Параджанова Сергія       | пров. | Нова 869-Б вул., Шаумяна                                                              | Шевченківський                | Нивки                                               | 2016             | 11887       |
| Парашутистів             | вул.  |                                                                                       | Святошинський                 | Чайка                                               | 2020             | 13121       |
| Парашутистів             | пров. |                                                                                       | Святошинський                 | Чайка                                               | 2020             | 13122       |
| Паризький                | пров. | Новий, Добролюбова                                                                    | Печерський                    | Звіринець, Бусове поле                              | 2022             | 10452       |
| Паркова                  | вул.  | Нова 81-ша                                                                            | Подільський                   | Біличе поле                                         | 1944             | 11245       |
| Паркова                  | дор.  | Козловська вул.                                                                       | Печерський                    | Печерськ                                            | 1963             | 11246       |
| Парковий                 | пров. | Білицький 2-й + Нова 78-ма вул.                                                       | Подільський                   | Біличе поле                                         | 1955             | 11247       |
| Парково-Сирецька         | вул.  | Дорогожицька (част.), Шамрила Тимофія                                                 | Шевченківський                | Волейків                                            | 2017             | 11885       |
| Парникова                | вул.  | Нова 168-ма                                                                           | Голосіївський                 | Мишоловка                                           | 1944             | 11248       |
| Паровозна                | вул.  | Нова                                                                                  | Дніпровський                  | ДВРЗ                                                | 1957             | 11249       |
| Паровозний               | пров. | Нова вул.                                                                             | Дніпровський                  | ДВРЗ                                                | 1957             | 11250       |
| Пасічна                  | вул.  | Котовського                                                                           | Дарницький                    | Бортничі                                            | 2015             | 10774       |
| Пасхаліна Юрія           | вул.  | Сковороди Григорія, Ілліча                                                            | Дарницький                    | Нова Дарниця                                        | 2016             | 10611       |
| Патона Академіка         | пров. | Нова 725-й вулиця                                                                     | Подільський                   | Вітряні гори, Пріорка                               | 1955             | 11251       |
| Паторжинського           | вул.  | Михайлівський пров.                                                                   | Шевченківський                | Старий Київ                                         | 1962             | 11252       |
| Патріотів                | вул.  | Нова 144-та                                                                           | Солом'янський                 | Новокараваєві дачі                                  | 1944             | 11253       |
| Паустовського            | вул.  | Нова 433-тя, Комуністична                                                             | Солом'янський                 | Новокараваєві дачі                                  | 1968             | 11254       |
| Пашківська               | вул.  |                                                                                       | Святошинський                 | Чайка                                               | 2011             | 11255       |
| Пашко Атени              | вул.  | Проєктна 12970                                                                        | Голосіївський                 | Теремки                                             | 2019             | 12970       |
| Первомайського Леоніда   | вул.  | Мечникова пров.                                                                       | Печерський                    | Клов                                                | 1974             | 11256       |
| Передова                 | вул.  |                                                                                       | Голосіївський                 | Віта-Литовська                                      | 1-ша пол. XX ст. | 11257       |
| Перемишльська            | вул.  | Вітряні Гори 2-га, Червонопільська                                                    | Подільський                   | Вітряні гори                                        | 2022             | 11852       |
| Перемоги                 | вул.  | Шляхова                                                                               | Святошинський                 | Жовтневе                                            | 1975             | 11258       |
| Пересіченський           | пров. | Леніна, Червонопрапорний                                                              | Голосіївський                 | Китаїв                                              | 2016             | 11854       |
| Переяславська            | вул.  |                                                                                       | Дарницький                    | Бортничі                                            |                  | 11261       |
| Переяславська            | вул.  | Нова 119-та                                                                           | Подільський                   | Біличе поле                                         | 1944             | 11262       |
| Перша                    | вул.  |                                                                                       | Оболонський                   | СТ «Чорнобилець-2001»                               |                  | 12568       |
| Першого Травня           | вул.  |                                                                                       | Дарницький                    | Бортничі                                            |                  | 11266       |
| Петлюри Симона           | вул.  | Ігнатіївська, Безаківська, Комуністичного інтернаціоналу, Комінтерну                  | Шевченківський                | Паньківщина                                         | 2009             | 11268       |
| Петренка Михайла         | вул.  | Проектна 12991                                                                        | Голосіївський                 | Віта-Литовська                                      | 2017             | 12991       |
| Петрицького Анатолія     | вул.  | Просіка 1-ша                                                                          | Святошинський                 | Святошин                                            | 1965             | 11269       |
| Петріва Всеволода        | вул.  | Центральна, Кирпоноса                                                                 | Шевченківський                | Нивки                                               | 2022             | 10679       |
| Петріва Всеволода        | пров. | Щербакова                                                                             | Шевченківський                |                                                     | 2016             | 11922       |
| Петрівська               | алея  | Петра Великого бул.                                                                   | Печерський                    | Печерськ                                            | 1912             | 11270       |
| Петропавлівська          | вул.  |                                                                                       | Подільський                   | Куренівка                                           | 1880-ті          | 11274       |
| Петропавлівська          | площа | Петропавлівська, Фрунзе                                                               | Оболонський                   | Куренівка                                           | 2014             | 11784       |
| Петропавлівський         | пров. |                                                                                       | Подільський                   | Куренівка                                           | 1-ша чв. XX ст.  | 11275       |
| Петрусенко Оксани        | вул.  | Нова 150-та                                                                           | Голосіївський                 | Мишоловка                                           | 1944             | 11276       |
| Печенізька               | вул.  |                                                                                       | Шевченківський                | Татарка                                             | 1869             | 11277       |
| Печерська                | площа | Новий базар, Печерський базар, Торгова, Базарна                                       | Печерський                    | Печерськ                                            | сер. XX ст.      | 11278       |
| Печерський               | узвіз | Понтонний пров., Понтоннотелеграфний пров.                                            | Печерський                    | Печерськ                                            | 1952             | 11279       |
| Пилипівська              | вул.  | Дикий пров. (част.), Філіповська, Староспортивна, Студентська (част.), Дончука Василя | Шевченківський                | Лук'янівка                                          | 2023             | 10473       |
| Пилипівський             | пров. | Пилипівський + Дикий, Староспортивний                                                 | Шевченківський                | Лук'янівка                                          | 1950-ті          | 11280       |
| Пимоненка Миколи         | вул.  | Монастирська                                                                          | Шевченківський                | Лук'янівка                                          | 1959             | 11281       |
| Пирнівська               | вул.  |                                                                                       | Деснянський                   | Троєщина                                            |                  | 12806       |
| Пирогівський шлях        | вул.  | Леніна + Червоноармійська, Червонопрапорна                                            | Голосіївський                 | Корчувате, Пирогів                                  | 2015             | 11853       |
| Пирогова                 | вул.  | Больнична, Пироговська                                                                | Шевченківський                | Афанасівський яр                                    | 1970-ті          | 11282       |
| Пироговського Олександра | вул.  | Дачна                                                                                 | Солом'янський                 | Олександрівська слобідка                            | 1984             | 11283       |
| Пирятинська              | вул.  | Землянський 2-й пров.                                                                 | Печерський                    | Звіринець                                           | 1955             | 11284       |
| Пирятинський             | пров. |                                                                                       | Печерський                    | Звіринець                                           | 1955             | 11285       |
| Писаржевського Академіка | вул.  | Нова                                                                                  | Голосіївський                 | Саперна слобідка                                    | 1961             | 11286       |
| Південна                 | вул.  |                                                                                       | Шевченківський                | Нивки                                               |                  | 12609       |
| Північна                 | вул.  |                                                                                       | Дніпровський                  | Воскресенські сади                                  |                  | 12454       |
| Північна                 | вул.  | Нова                                                                                  | Оболонський                   | Оболонь                                             | 1980             | 11287       |
| Північний                | пров. | Нова вул.                                                                             | Святошинський                 | Академмістечко                                      | сер. XX ст.      | 11288       |
| Північно-Озерна          | вул.  |                                                                                       | Дарницький                    | Нижні сади                                          |                  | 12146       |
| Північно-Озерний 1-й     | пров. |                                                                                       | Дарницький                    | Нижні сади                                          |                  | 12147       |
| Північно-Озерний 2-й     | пров. |                                                                                       | Дарницький                    | Нижні сади                                          |                  | 12148       |
| Північно-Озерний 3-й     | пров. |                                                                                       | Дарницький                    | Нижні сади                                          |                  | 12149       |
| Північно-Озерний 4-й     | пров. |                                                                                       | Дарницький                    | Нижні сади                                          |                  | 12150       |
| Північно-Озерний 5-й     | пров. |                                                                                       | Дарницький                    | Нижні сади                                          |                  | 12151       |
| Північно-Озерний 6-й     | пров. |                                                                                       | Дарницький                    | Нижні сади                                          |                  | 12152       |
| Північно-Озерний 7-й     | пров. |                                                                                       | Дарницький                    | Нижні сади                                          |                  | 12153       |
| Північно-Озерний 8-й     | пров. |                                                                                       | Дарницький                    | Нижні сади                                          |                  | 12154       |
| Північно-Озерний 9-й     | пров. |                                                                                       | Дарницький                    | Нижні сади                                          |                  | 12155       |
| Північно-Озерний 10-й    | пров. |                                                                                       | Дарницький                    | Нижні сади                                          |                  | 12156       |
| Північно-Степова         | вул.  |                                                                                       | Дарницький                    | Нижні сади                                          |                  | 12143       |
| Підбірна                 | вул.  |                                                                                       | Голосіївський                 | Віта-Литовська                                      | 1957             | 11290       |
| Підбірний                | пров. |                                                                                       | Голосіївський                 | Віта-Литовська                                      | 1957             | 11291       |
| Підвисоцького Професора  | вул.  | Нова                                                                                  | Печерський                    | Звіринець                                           | 1958             | 11292       |
| Підгірна                 | вул.  |                                                                                       | Шевченківський                | Татарка                                             | 1869             | 11293       |
| Піддубного Івана         | вул.  | Нова 171-ша, Більшовицька                                                             | Солом'янський                 | Новокараваєві дачі                                  | 1999             | 11294       |
| Підкови Івана            | вул.  | Братський (2-й) пров., Балакірева                                                     | Голосіївський                 | Деміївка                                            | 2022             | 10053       |
| Підлипка                 | вул.  |                                                                                       | Дарницький                    | Осокорки                                            | 1-ша пол. XX ст. | 11295       |
| Підлісна                 | вул.  | Нова 406-та                                                                           | Святошинський                 | Новобіличі                                          | 1953             | 11296       |
| Підмогильного Валер'яна  | вул.  | Проєктна 13110                                                                        | Голосіївський                 | Теремки                                             | 2019             | 13110       |
| Пілот                    | вул.  |                                                                                       | Дніпровський                  | Воскресенські сади                                  |                  | 12453       |
| Піхотна                  | вул.  | Нова                                                                                  | Подільський                   | Біличе поле                                         | 1955             | 11299       |
| Піхотний                 | пров. | Нова 328-ма вул.                                                                      | Подільський                   | Біличе поле                                         | 1955             | 11300       |
| Піхтова                  | вул.  |                                                                                       | Дарницький                    | Бортничі                                            | 2010             | 11301       |
| Пішохідний               | пров. |                                                                                       | Печерський                    | Чорна гора                                          | 1-ша пол. XX ст. | 11302       |
| Плав'юка Миколи          | вул.  | Проектна 13093                                                                        | Оболонський                   |                                                     | 2018             | 13093       |
| Планерна                 | вул.  | Нова 70-та                                                                            | Солом'янський                 | Караваєві дачі                                      | 1944             | 11303       |
| Планетарна               | вул.  |                                                                                       | Солом'янський                 | Жуляни                                              | 2015             | 12035       |
| Планетна                 | вул.  | Наукова                                                                               | Голосіївський                 | Феофанія                                            | 1958             | 11304       |
| Пластова                 | вул.  | Барановичська, Сергієнка Івана                                                        | Дніпровський                  | Соцмісто                                            | 2022             | 11527       |
| Платонівська             | вул.  |                                                                                       | Солом'янський                 | Залізнична колонія                                  | 1910-ті          | 11305       |
| Платонівський            | пров. |                                                                                       | Солом'янський                 | Залізнична колонія                                  | 1910-ті          | 11306       |
| Плахотнюка Миколи        | вул.  | Нова, Шелеста Петра                                                                   | Деснянський                   | Троєщина                                            | 2017             | 12064       |
| Плеханова                | вул.  | Нова                                                                                  | Дніпровський                  | Лівобережний масив                                  | 1969             | 11307       |
| Плещеєва                 | пров. | Лагерний                                                                              | Голосіївський                 | Корчувате                                           | 1955             | 11309       |
| Плодова                  | вул.  |                                                                                       | Святошинський                 | Берковець                                           | 1958             | 11310       |
| Плужника Євгена          | вул.  | Проектна 13075                                                                        | Деснянський                   | Селище Радистів                                     | 2017             | 13075       |
| Пляхівська               | вул.  | Проєктна 13079                                                                        | Деснянський                   | Селище Радистів                                     | 2020             | 13079       |
| Повздовжня 1-ша          | вул.  |                                                                                       | Оболонський                   | СТ «Гідромеханізатор»                               |                  | 12595       |
| Повздовжня 2-га          | вул.  |                                                                                       | Оболонський                   | СТ «Гідромеханізатор»                               |                  | 12596       |
| Повітрофлотська          | вул.  |                                                                                       | Солом'янський                 | Жуляни                                              |                  | 11311       |
| Повітряних Сил           | пр-т  | Кадетське шосе, Повітрофлотське шосе, Шосе Героїв стратосфери, Повітрофлотський       | Шевченківський, Солом'янський | Чоколівка, Солом'янка, Кадетський гай               | 2023             | 11312       |
| Подільський              | пров. | Мальський                                                                             | Подільський                   | Куренівка                                           | 1955             | 11314       |
| Подільський              | узвіз |                                                                                       | Шевченківський                | Куренівка, Реп'яхів яр                              | 1957             | 11315       |
| Пожарського              | вул.  |                                                                                       | Дніпровський                  | Соцмісто                                            | 1955             | 11317       |
| Позняківська             | вул.  |                                                                                       | Дарницький                    | Позняки                                             | 1930-ті          | 12090       |
| Позняківський            | пров. |                                                                                       | Дарницький                    | Позняки                                             | 1955             | 12091       |
| Покільська               | вул.  | Комсомольська, Камишинська                                                            | Голосіївський                 | Теличка                                             | 2022             | 10642       |
| Покотила Володимира      | вул.  | Картвелішвілі                                                                         | Святошинський                 | Микільська Борщагівка                               | 2015             | 10657       |
| Покровська               | вул.  | Гнила, Зелінського, Зелінського Академіка                                             | Подільський                   | Поділ                                               | 1990             | 11318       |
| Покровський              | пров. | Гнилий, Ольгина вул., Покровський, Зелінського, Зелінського Академіка                 | Подільський                   | Поділ                                               | 2023             | 10582       |
| Поліська                 | вул.  | Тростянецька                                                                          | Дарницький                    | Нова Дарниця, Рембаза                               | 1990             | 11319       |
| Поліський                | пров. | Російська вул.                                                                        | Дарницький                    | Нова Дарниця, Рембаза                               | 1990             | 11320       |
| Політехнічна             | вул.  | Польовий пров., Польова                                                               | Солом'янський                 | Шулявка                                             | 1955             | 11321       |
| Політехнічний            | пров. | Польовий, Польова вул.                                                                | Солом'янський, Шевченківський | Шулявка                                             | 1970-ті          | 11322       |
| Полкова                  | вул.  | Нова 83-тя + Курінна (Курина), Нова 118-та                                            | Подільський                   | Біличе поле                                         | 1944             | 11324       |
| Полковий                 | пров. | Нова 329-та вул.                                                                      | Подільський                   | Біличе поле                                         | 1955             | 11325       |
| Половецька               | вул.  | Лук'янівська Загородна                                                                | Шевченківський                | Татарка                                             | 1869             | 11326       |
| Полонської-Василенко     | вул.  | Проектна 13089                                                                        | Голосіївський                 |                                                     | 2018             | 13089       |
| Полоцький                | пров. | Богуславський                                                                         | Голосіївський                 | Деміївка                                            | 1955             | 11327       |
| Полтавська               | вул.  | Кудрявська                                                                            | Шевченківський                | Солдатська слобідка                                 | 1908             | 11328       |
| Полуботка Павла Гетьмана | вул.  | Нова 646-та, Попудренка                                                               | Дніпровський, Деснянський     | Соцмісто                                            | 2022             | 11341       |
| Польова                  | вул.  |                                                                                       | Дарницький                    | Бортничі                                            |                  | 11330       |
| Польова                  | вул.  |                                                                                       | Деснянський                   | Троєщина                                            |                  | 11331       |
| Польова                  | вул.  | Щедринська + Різдвяна                                                                 | Солом'янський                 | Караваєві дачі                                      | 1958             | 11332       |
| Польовий                 | пров. | Новий                                                                                 | Солом'янський                 | Шулявка                                             | 1957             | 11333       |
| Польовий 1-й             | пров. |                                                                                       | Дарницький                    | Бортничі                                            |                  | 12089       |
| Полякова Олександра      | вул.  | Тверський пров.                                                                       | Печерський                    | Нова Забудова, Черепанова гора                      | 1957             | 12729       |
| Полянська                | вул.  | Нова 443-тя                                                                           | Шевченківський                | Сирець                                              | 1944             | 11334       |
| Полянський               | пров. | Нова 475-та вул.                                                                      | Шевченківський                | Сирець                                              | 1955             | 11335       |
| Полярна                  | вул.  |                                                                                       | Оболонський                   | Мінський масив, Оболонь                             | 1955             | 11336       |
| Помаранчева              | вул.  | Апельсинова                                                                           | Солом'янський                 | Жуляни                                              | 2015             | 11973       |
| Помильська               | вул.  | Дачна 4-та                                                                            | Деснянський                   | Селище Радистів                                     | 2020             | 12639       |
| Пономаренко Лідії        | вул.  | Проєктна 13123                                                                        | Деснянський                   |                                                     | 2021             | 13123       |
| Пономарьова              | вул.  |                                                                                       | Святошинський                 | Берковець                                           | 2007             | 11337       |
| Попаснянський            | пров. | Виборзький                                                                            | Солом'янський                 | Відрадний                                           | 2022             | 10230       |
| Попельнянська            | вул.  | Нова 149-та                                                                           | Солом'янський                 | Новокараваєві дачі                                  | 1944             | 11338       |
| Поперечна 1-ша           | вул.  |                                                                                       | Оболонський                   | СТ «Оболонь-2»                                      |                  | 12592       |
| Поперечна 2-га           | вул.  |                                                                                       | Оболонський                   | СТ «Оболонь-2»                                      |                  | 12593       |
| Поперечна 3-тя           | вул.  |                                                                                       | Оболонський                   | СТ «Оболонь-2»                                      |                  | 12594       |
| Поперечна 4-та           | вул.  |                                                                                       | Оболонський                   | СТ «Оболонь-2»                                      |                  | 12749       |
| Попова                   | вул.  | Нова 724-та                                                                           | Оболонський                   | Пріорка                                             | 1955             | 11339       |
| Поповича Космонавта      | вул.  | Нова, Волкова Космонавта                                                              | Деснянський                   | Лісовий масив                                       | 2023             | 10274       |
| Поповича Мирослава       | вул.  | Торгова (част.), Просіка 3-тя, Семашка                                                | Святошинський                 | Академмістечко, Святошин                            | 2022             | 11522       |
| Поповича Омеляна         | вул.  | Проектна 13090                                                                        | Голосіївський                 |                                                     | 2018             | 13090       |
| Поправки Юрія            | вул.  | Нова, Карело-Фінська, Карельська, Лебедєва Миколи                                     | Дніпровський                  | Соцмісто                                            | 2017             | 10872       |
| Порика Василя            | пр-т  | Нова                                                                                  | Подільський                   | Виноградар                                          | 1971             | 11343       |
| Порічкова                | вул.  |                                                                                       | Подільський                   |                                                     |                  | 11342       |
| Португальська            | вул.  | Цілинна                                                                               | Голосіївський                 | Віта-Литовська                                      | 2022             | 11820       |
| Пост-Волинська           | вул.  |                                                                                       | Солом'янський                 | Михайлівська Борщагівка                             | 1958             | 11344       |
| Постова                  | вул.  | Нова 68-ма                                                                            | Солом'янський                 | Новокараваєві дачі                                  | 1944             | 11345       |
| Потебні Академіка        | вул.  |                                                                                       | Солом'янський                 | Відрадний                                           | 1959             | 11347       |
| Потоцького Павла         | вул.  | Комсомольська                                                                         | Солом'янський                 | Жуляни                                              | 2016             | 10735       |
| Похила                   | вул.  | Нова 114-та, Ворошиловоградська, Ворошиловградська                                    | Солом'янський                 | Совки                                               | 1959             | 11350       |
| Почаївська               | вул.  | Петропавлівська, Зоряна, Котовського (2-га), Псковська                                | Голосіївський                 | Забайків'я                                          | 2022             | 11388       |
| Почаївський              | пров. | Драгомировська вул., Псковський                                                       | Голосіївський                 | Забайків'я                                          | 2022             | 11389       |
| Почайнинська             | вул.  | Почаївська                                                                            | Подільський                   | Поділ                                               | 1970-ті          | 11351       |
| Поштова                  | площа | Різдва                                                                                | Подільський                   | Поділ                                               | 1930-ті          | 11352       |
| Правди                   | пр-т  | Велика Мостицька вул., «Правди»                                                       | Подільський                   | Виноградар, Вітряні гори, Мостицький масив, Пріорка | 2016             | 11353       |
| Правобережна             | вул.  | Нова 269-та                                                                           | Печерський                    | Бусове поле, Звіринець                              | 1944             | 11354       |
| Празька                  | вул.  | 3-го Інтернаціоналу, Старо-Дарницьке шосе, Дружби Народів, Миру пр-т                  | Дніпровський                  | Стара Дарниця                                       | 1965             | 11355       |
| Практична                | вул.  |                                                                                       | Солом'янський                 | Жуляни                                              | 2015             | 12693       |
| Прахових Сім'ї           | вул.  | Новокараваєвська, Гайдара                                                             | Голосіївський                 | Паньківщина                                         | 2018             | 10296       |
| Предславинська           | вул.  | Маловасильківська, Предславинська, Дзержинського                                      | Печерський                    | Нова Забудова                                       | 1984             | 11357       |
| Преображенська           | вул.  | Преображенська, Клименка Івана                                                        | Солом'янський                 | Олександрівська слобідка                            | 2014             | 10698       |
| Пржевальського           | вул.  | Тарасівська                                                                           | Солом'янський                 | Совки                                               | 1955             | 11358       |
| Прибережна               | вул.  |                                                                                       | Дніпровський                  | Русанівські сади                                    |                  | 12407       |
| Прибережна Садова        | вул.  |                                                                                       | Дніпровський                  | Русанівські сади                                    |                  | 12704       |
| Привітна                 | вул.  | Лінія 6-та                                                                            | Солом'янський                 | Батиєва гора                                        | 1958             | 11359       |
| Привокзальна             | вул.  | Вокзальна (2-га)                                                                      | Дарницький                    | Нова Дарниця                                        | 1955             | 11360       |
| Привокзальна             | площа | Вокзальна                                                                             | Дарницький                    | Нова Дарниця                                        | 1950-ті          | 11361       |
| Призалізнична            | вул.  |                                                                                       | Дніпровський                  | Русанівські сади                                    |                  | 12405       |
| Приймаченко Марії        | бул.  | Лихачова                                                                              | Печерський                    | Печерськ                                            | 2009             | 11362       |
| Приколійна               | вул.  | Червонотранспортна                                                                    | Дарницький                    | Нова Дарниця                                        | 1955             | 11363       |
| Прикордонна              | вул.  |                                                                                       | Деснянський                   | Троєщина                                            |                  | 12131       |
| Приладний                | пров. |                                                                                       | Святошинський                 | Академмістечко, Новобіличі                          | 1950-ті          | 11364       |
| Прилужна                 | вул.  | Лугова                                                                                | Святошинський                 | Біличі                                              | 1966             | 11365       |
| Приозерна                | вул.  |                                                                                       | Дарницький                    | Бортничі                                            |                  | 12088       |
| Приозерна                | вул.  |                                                                                       | Оболонський                   | Оболонь                                             | 1982             | 11367       |
| Прип'ятська              | вул.  | Гоголівська (2-га)                                                                    | Дарницький                    | Позняки                                             | 1955             | 12037       |
| Прип'ятський             | пров. |                                                                                       | Дарницький                    | Позняки                                             | 1955             | 12087       |
| Прирічна                 | вул.  |                                                                                       | Оболонський                   | Оболонь                                             | 1980-ті          | 11368       |
| Притисько-Микільська     | вул.  | Притисько-Микільська, Лівера Георгія                                                  | Подільський                   | Поділ                                               | 1991             | 11369       |
| Причальна                | вул.  | Нова                                                                                  | Дарницький                    | Позняки                                             | 1957             | 11370       |
| Труша Івана              | вул.  | Горького, Пришвіна                                                                    | Святошинський                 | Південна Борщагівка                                 | 2022             | 11371       |
| Пріорська                | вул.  | Новозападинська, Радомишльський пров., Полупанова                                     | Оболонський                   | Пріорка                                             | 2016             | 11329       |
| Пріцака Омеляна          | вул.  | Нова, Кржижановського Академіка                                                       | Святошинський                 | Авіамістечко                                        | 2022             | 10805       |
| Провіантська             | вул.  | Провіантська, Тимофієвої Галі, Плеханова, Тимофєєвої Галі                             | Шевченківський                | Шулявка                                             | 2015             | 11679       |
| Провідницька             | вул.  | Лінія 4-та                                                                            | Солом'янський                 | Батиєва гора                                        | 1958             | 11372       |
| Продольна 1-ша           | вул.  |                                                                                       | Оболонський                   | СТ «Гідромеханізатор», «Оболонь-2»                  |                  | 12590       |
| Продольна 2-га           | вул.  |                                                                                       | Оболонський                   | СТ «Гідромеханізатор», «Оболонь-2»                  |                  | 12591       |
| Проектна                 | вул.  |                                                                                       | Голосіївський                 |                                                     |                  | 12730       |
| Проектна                 | вул.  |                                                                                       | Святошинський                 | Михайлівська Борщагівка                             |                  | 11373       |
| Проектна                 | вул.  |                                                                                       | Солом'янський                 |                                                     |                  | 12678       |
| Проектна 1-ша            | вул.  |                                                                                       | Святошинський                 | Михайлівська Борщагівка                             |                  | 12694       |
| Проектна 2-га            | вул.  |                                                                                       | Святошинський                 | Михайлівська Борщагівка                             |                  | 12695       |
| Проектний 2-й            | пров. |                                                                                       | Дарницький                    | Бортничі                                            |                  | 12663       |
| Прокоповича Петра        | вул.  | Фрунзе                                                                                | Дарницький                    | Бортничі                                            | 2016             | 11782       |
| Промениста               | вул.  |                                                                                       | Деснянський                   | Броварське лісництво (54-й квартал)                 | 1999             | 11376       |
| Промениста               | вул.  |                                                                                       | Солом'янський                 | Жуляни                                              | 2015             | 12038       |
| Промислова               | вул.  |                                                                                       | Голосіївський                 | Теличка                                             | 1950-ті          | 11377       |
| Промислова               | вул.  |                                                                                       | Дарницький                    | Бортничі                                            |                  | 11378       |
| Промисловий              | пров. |                                                                                       | Дарницький                    | Бортничі                                            |                  | 11379       |
| Пронівська               | вул.  | «Совки» Радгосп                                                                       | Солом'янський                 | Совки, Пронівщина                                   | 2022             | 12734       |
| Прополісний              | пров. | Комсомольський                                                                        | Дарницький                    | Бортничі                                            | 2015             | 10471       |
| Прорізна                 | вул.  |                                                                                       | Святошинський                 | Біличі                                              | 1-ша пол. XX ст. | 11380       |
| Прорізна                 | вул.  | Мартинівська, Золотохрещатицька, Васильчиковська, Прорізна, Свердлова                 | Шевченківський                | Старий Київ                                         | 1990             | 11381       |
| Прорізний                | пров. |                                                                                       | Святошинський                 | Біличі                                              | 1-ша пол. XX ст. | 11382       |
| Протасів Яр              | вул.  | Степана Разіна                                                                        | Солом'янський                 | Протасів яр                                         | 1991             | 11383       |
| Профспілкова             | вул.  | Високовольтна 2-га                                                                    | Дніпровський                  | Ліски                                               | 1955             | 11386       |
| Профспілковий            | пров. | Нова 313-тя вул.                                                                      | Дніпровський                  | Ліски                                               | 1953             | 11387       |
| Проценко Людмили         | вул.  | Мокра, Крутий пров., Красікова Петра                                                  | Солом'янський                 | Кучмин яр                                           | 2016             | 10793       |
| Пулюя Івана              | вул.  | Нова № 2                                                                              | Солом'янський                 | Кадетський гай                                      | 1994             | 11391       |
| Пустинська               | вул.  | Затєвахіна Полковника                                                                 | Голосіївський                 | Голосіїв                                            | 2023             | 10570       |
| Путивльська              | вул.  | Нова 424-та                                                                           | Деснянський                   | Биківня                                             | 1950-ті          | 11392       |
| Путивльський             | пров. | Нова 821-ша вул.                                                                      | Деснянський                   | Биківня                                             | 1955             | 11393       |
| Пухівська                | вул.  |                                                                                       | Деснянський                   | Вигурівщина-Троєщина                                | 1980             | 11394       |
| Пушкіна                  | вул.  |                                                                                       | Деснянський                   | Троєщина                                            |                  | 11397       |
| Пуща-Водицька            | вул.  | Нова 723-тя                                                                           | Подільський                   | Кинь-Ґрусть                                         | 1953             | 11399       |
| Пуща-Водицький           | пров. | Нова 723-тя вул.                                                                      | Подільський                   | Кинь-Ґрусть                                         | 1955             | 11400       |
| Пшенична                 | вул.  |                                                                                       | Святошинський                 | Перемога, Південна Борщагівка                       | 1959             | 11401       |
| П'ята                    | вул.  |                                                                                       | Оболонський                   | СТ «Чорнобилець-2001»                               |                  | 12572       |

Проектні вулиці, які не вміщені в довіднику «Вулиці міста Києва» і очікують на присвоєння найменувань:
Шевченківський район
- Проектна-13082
- Проектна-13083
- Проектна-13084

## Зниклі вулиці
| Назва                    | Тип    | Район          | Місцевість               | Рік зникнення | Примітка                                                                                          |
| ------------------------ | ------ | -------------- | ------------------------ | ------------- | ------------------------------------------------------------------------------------------------- |
| Партизанська             | вул.   | Дніпровський   | Вигурівщина              | 1983          |                                                                                                   |
| Пархоменка               | вул.   | Дніпровський   | Вигурівщина              | 1982          |                                                                                                   |
| Патона                   | вул.   | Подільський    | Вітряні гори, Пріорка    | 1980-ті       | до 1953 року — 725-та Нова вулиця                                                                 |
| Перекопська              | вул.   | Залізничний    | Чоколівка                | 1980-ті       | до 1946 року — вулиця Грушевського, згодом — Передмістна вулиця, з 1952 року — Перекопська вулиця |
| Перемишльська            | вул.   | Подільський    | Вітряні гори             | 1980-ті       |                                                                                                   |
| Перехресний              | пров.  | Шевченківський | Татарка                  | 1980-ті       | до 1939 року — 2-й Соляний провулок                                                               |
| Переяславська            | вул.   |                | Труханів острів          | 1943          |                                                                                                   |
| Першотравнева            | вул.   | Дніпровський   | Вигурівщина              | 1984          |                                                                                                   |
| Пестеля                  | пров.  | Радянський     | Шулявка                  | 1971          | до 1955 року — Пролетарська вулиця                                                                |
| Петровська               | вул.   | Дарницький     | Микільська слобідка      | 1977          |                                                                                                   |
| Печерська                | вул.   | Печерський     | Звіринець                | 1980-ті       |                                                                                                   |
| Пирогівський             | шлях   | Московський    | Корчувате                | 1977          | до 1944 року — Ленінська вулиця                                                                   |
| Пирогова                 | вул.   | Дніпровський   | Вигурівщина              | 1982          |                                                                                                   |
| Пироговського Олександра | вул.   | Залізничний    | Чоколівка                | 1980-ті       | до 1963 року — Михайлівська вулиця                                                                |
| Північний                | пров.  | Святошинський  | Святошин                 |               |                                                                                                   |
| Підрічна                 | вул.   | Дарницький     | Кухмістерська слобідка   | 1971          | до 1955 року — Пролетарська вулиця                                                                |
| Пінський                 | пров.  | Жовтневий      | Святошин                 | 1977          | до 1955 року — (2-й) Вокзальний провулок                                                          |
| Піонерська               | вул.   | Залізничний    | Чоколівка                | 1980-ті       |                                                                                                   |
| Піщаний                  | пров.  | Радянський     | Шулявка                  | 1971          |                                                                                                   |
| Плеханова                | пров.  | Дніпровський   | Микільська слобідка      | 1978          | до 1957 року — провулок Петровського                                                              |
| Побутовий                | пров.  | Подільський    | Вітряні гори             | 1980-ті       | до 1944 року — 221-ша Нова вулиця                                                                 |
| Поворотний               | пров.  | Дарницький     | Микільська слобідка      | 1971          | до 1959 року — Петровський спуск                                                                  |
| Погребський              | пров.  | Дніпровський   | Воскресенська слобідка   | 1977          |                                                                                                   |
| Поліська                 | вул.   | Дарницький     | Рембаза                  | 1978          | назва — з 1958 року                                                                               |
| Половецький              | пров.  | Шевченківський | Татарка, Кмитів яр       | 1977          | назва — з 1939 року                                                                               |
| Половецький              | тупик  | Шевченківський | Татарка, Кмитів яр       | 1980-ті       | до 1955 року — Нова вулиця                                                                        |
| Полтавська               | вул.   |                | Труханів острів          | 1943          |                                                                                                   |
| Портова                  | вул.   | Подільський    | Куренівка                | 1980-ті       | до 1955 року — Нова вулиця                                                                        |
| Постишева                | вул.   | Дніпровський   | Вигурівщина              | 1980-ті       |                                                                                                   |
| Правобережна             | вул.   | Дніпровський   | Вигурівщина              | 1984          |                                                                                                   |
| Предславинський          | пров.  | Московський    | Нова Забудова            | 1980-ті       |                                                                                                   |
| Предславинський          | проїзд | Московський    | Нова Забудова            | 1977          | до 1955 року — Нова вулиця                                                                        |
| Привітна                 | вул.   | Московський    | Совки                    | 1977          | до 1944 року — Нова вулиця                                                                        |
| Прип'ятська              | вул.   |                | Труханів острів          | 1943          |                                                                                                   |
| Причальний               | пров.  | Дарницький     | Осокорки                 | 1977          | до 1961 року — Новий провулок                                                                     |
| Пришвіна                 | пров.  | Ленінградський | с. Микільська Борщагівка | 1980-ті       | до 1974 року — провулок Горького                                                                  |
| Прияркова                | вул.   | Подільський    | Вітряні гори             | 1980-ті       | до 1944 року — 87-ма Нова вулиця                                                                  |
| Пролетарська             | вул.   | Дніпровський   | Вигурівщина              | 1980-ті       |                                                                                                   |
| Пролетарський            | пров.  | Жовтневий      | Шулявка                  | 1960-ті       | до 1944 року — Кривий провулок                                                                    |
| Проскурівська            | вул.   | Ленінградський | с. Микільська Борщагівка | 1980-ті       |                                                                                                   |
| Псковська                | вул.   | Дарницький     | Биківня                  | 1977          | до 1953 року — 424-та Нова вулиця                                                                 |
| Пугачова                 | вул.   | Дніпровський   | Вигурівщина              | 1983          |                                                                                                   |
| Пухівська                | вул.   | Дніпровський   | Воскресенська слобідка   | 1980          | до 1957 року — Нова вулиця                                                                        |
| Пушкінський              | пров.  | Ленінградський | Святошин                 | 1980-ті       |                                                                                                   |
| П'ятакова Леоніда        | вул.   | Московський    | Нова Забудова            | 1981          | до 1963 року — Новопечерська вулиця. Нині — одне із відгалужень Новопечерського провулка.         |

## Перейменовані вулиці
| Стара назва                 | Нова назва                                              | Район                                        | Дата перейменування | Сучасна назва               |
| --------------------------- | ------------------------------------------------------- | -------------------------------------------- | ------------------- | --------------------------- |
| Павленка                    | Сушко Христини                                          | Святошинський                                | 2021                | Сушко Христини              |
| Павленка пров.              | Мовчунівський пров.                                     | Святошинський                                | 2021                | Мовчунівський пров.         |
| Павлівська 2-га             | Бурмистенка                                             | Кагановичський                               | 1955                | Бабієнків пров.             |
| Павлівський пров.           | Архітекторська                                          | Залізничний                                  | 1944                | Архітекторська              |
| Павлівський пров.           | Бурмистенка пров. (історичний)                          | Кагановичський                               | 1955                | ліквідований                |
| Панельна                    | Аболмасова Андрія                                       | Дніпровський                                 | 2019                | Аболмасова Андрія           |
| Панкратьєвський пров.       | Парковий пров.                                          | Кіровський                                   | 1938                | Аскольдів пров.             |
| Панфіловців                 | Добровольчих батальйонів                                | Печерський                                   | 2015                | Добровольчих батальйонів    |
| Панфіловців пров.           | Борецького Йова пров.                                   | Печерський                                   | 2018                | Борецького Йова пров.       |
| Парковий пров.              | Аскольдів пров.                                         | Печерський                                   | 1944                | Аскольдів пров.             |
| Перемоги пр-т               | Берестейський пр-т                                      | Шевченківський, Святошинський, Солом'янський | 2023                | Берестейський пр-т          |
| Перемоги пл.                | Галицька пл.                                            | Шевченківський                               | 2023                | Галицька                    |
| Перова бул.                 | Воскресенський пр-т                                     | Дніпровський                                 | 2023                | Воскресенський пр-т         |
| Перовської Софії            | Мірошниченко Євгенії                                    | Шевченківський                               | 2016                | Мірошниченко Євгенії        |
| Перспективна                | Брановицького Ігоря                                     | Печерський                                   | 2016                | Брановицького Ігоря         |
| Пестеля Павла               | Скомороська                                             | Шевченківський                               | 2023                | Скомороська                 |
| Петрівська                  | Вознесенський Яр                                        | Шевченківський                               | 2023                | Вознесенський Яр            |
| Петровського                | Щавинського Василя                                      | Деснянський                                  | 2018                | Щавинського Василя          |
| Петровського                | Світличного Івана                                       | Солом'янський                                | 2016                | Світличного Івана           |
| Петропавлівська             | Верховинна                                              | Жовтневий                                    | 1955                | Верховинна                  |
| Петропавлівський пров.      | Котовського 5-та                                        |                                              | 1930-ті             | Гайдамацький пров.          |
| Північно-Броварський пр-т   | Визволителів пр-т                                       | Дніпровський                                 | 1974                | Нарбута Георгія пр-т        |
| Північно-Сирецька           | Некрасова Віктора                                       | Подільський                                  | 2022                | Некрасова Віктора           |
| Підбірна                    | Ареф'єва Костянтина                                     | Дарницький                                   | 1982                | Ареф'єва Костянтина         |
| Підводників                 | Бубнова Андрія                                          | Московський                                  | 1962                | Маричанська                 |
| Піка Вільгельма             | Ружинська                                               | Шевченківський                               | 2016                | Ружинська                   |
| Пітерська                   | Лондонська                                              | Солом'янський                                | 2022                | Лондонська                  |
| Піщана                      | Астраханська                                            | Дарницький                                   | 1955                | Калиновського Кастуся       |
| Плещеєва                    | Ходосівська                                             | Голосіївський                                | 2022                | Ходосівська                 |
| Повітрофлотський пр-т       | Повітряних Сил                                          | Шевченківський, Солом'янський                | 2023                | Повітряних Сил пр-т         |
| Подвойського                | Глушка Юрія                                             | Шевченківський                               | 2019                | Глушка Юрія                 |
| Пожарського                 | Смотрицького Мелетія                                    | Деснянський                                  | 2022                | Смотрицького Мелетія        |
| Покровський пров.           | Бригадирська вул.                                       | Залізничний                                  | 1955                | ліквідована                 |
| Ползунова                   | Січеславська                                            | Солом'янський                                | 2022                | Січеславська                |
| Полупанова                  | Пріорська                                               | Оболонський                                  | 2016                | Пріорська                   |
| Польова                     | Бетонярів                                               | Кагановичський                               | 1955                | ліквідована                 |
| Польова                     | Білокринична                                            | Ленінградський                               | 1974                | ліквідована                 |
| Польовий пров.              | Артезіанський пров.                                     | Подільський                                  | 1955                | Артезіанський пров.         |
| Польовий пров.              | Бетонярів                                               | Кагановичський                               | 1955                | ліквідований                |
| Польовий пров.              | Білокриничний пров.                                     | Ленінградський                               | 1974                | ліквідований                |
| Понтонний пров.             | Печерський спуск (част.)                                | Печерський                                   | 1952                | Печерський узвіз (част.)    |
| Попова пров.                | Червиновський пров.                                     | Оболонський                                  | 2023                | Червиновський пров.         |
| Попудренка                  | Полуботка Павла Гетьмана                                | Дніпровський, Деснянський                    | 2022                | Полуботка Павла Гетьмана    |
| Потапова Генерала           | Доманицького Василя                                     | Святошинський                                | 2022                | Доманицького Василя         |
| Потєхіна Полковника         | Виставкова                                              | Голосіївський                                | 2023                | Виставкова                  |
| Потьє Ежена                 | Цедіка Антона                                           | Шевченківський                               | 2017                | Цедіка Антона               |
| Похила                      | Бориславська                                            | Жовтневий                                    | 1955                | Бориславська                |
| Праці бул.                  | Котляревського Івана бул.                               | Дніпровський                                 | 2022                | Котляревського Івана бул.   |
| Примакова                   | Глієра Рейнгольда                                       | Святошинський                                | 2016                | Глієра Рейнгольда           |
| Приозерна                   | Бойка Івана                                             | Дарницький                                   | 1982                | Бойка Івана                 |
| Пришвіна                    | Труша Івана                                             | Святошинський                                | 2022                | Труша Івана                 |
| Проектна 1                  | Антоненка-Давидовича Бориса                             | Дарницький                                   | 2012                | Антоненка-Давидовича Бориса |
| Проектна 2                  | Вінграновського Миколи                                  | Дарницький                                   | 2012                | Вінграновського Миколи      |
| Прозорівська                | Барбюса Анрі                                            |                                              | 1950-ті             | Тютюнника Василя            |
| Проїзд «А»                  | Морозова Павлика                                        | Подільський                                  | 1958                | Оппокова Академіка          |
| Пролетарська                | Васнецова                                               | Дарницький                                   | 1955                | Васнецова                   |
| Пролетарська                | Горького                                                | Кагановичський                               | 1936, 1944          | Антоновича                  |
| Пролетарський пров.         | Автозаводський пров.                                    | Подільський                                  | 1955                | Автозаводський пров.        |
| Протасів яр узвіз           | Амосова Миколи                                          | Солом'янський                                | 2003                | Амосова Миколи              |
| Профінтерна                 | Забайківська                                            | Голосіївський                                | 2017                | Забайківська                |
| Профінтерна пров.           | Рататюків пров.                                         | Голосіївський                                | 2015                | Рататюків пров.             |
| Псковська                   | Почаївська                                              | Голосіївський                                | 2022                | Почаївська                  |
| Псковський пров.            | Почаївський пров.                                       | Голосіївський                                | 2022                | Почаївський пров.           |
| Пугачова                    | Ромоданова Академіка                                    | Шевченківський                               | 2018                | Ромоданова Академіка        |
| Пустельна                   | Златопільська                                           | Залізничний                                  | 1952                | Златопільська               |
| Пухова Генерала             | Всеволода Ярославича Князя                              | Святошинський                                | 2022                | Всеволода Ярославича Князя  |
| Пушиної Феодори             | Всеволода Ярославича Князя                              | Святошинський                                | 2022                | Васкула Ореста              |
| Пушкінська                  | Білоцерківська                                          | Жовтневий                                    | 1955                | ліквідована                 |
| Пушкінська                  | Чикаленка Євгена                                        | Шевченківський                               | 2022                | Чикаленка Євгена            |
| Пушкінський пров.           | Білоцерківський пров.                                   | Жовтневий                                    | 1950–60-ті          | ліквідований                |
| Пущеводицький пров.         | Аральська вул.                                          | Подільський                                  | 1955                | ліквідована                 |
| Пшенична                    | Ґренджі-Донського                                       | Солом'янський                                | 2019                | Ґренджі-Донського           |
| П'ятакова                   | Червоної Гвардії                                        | Дарницький                                   | 1938                | Вереснева                   |
| П'ятакова Леоніда           | Саксаганського Панаса Карповича народного артиста імені | Сталінський, Кагановичський                  | 1937                | Саксаганського              |
| П'ятакова Леоніда           | Лебединська                                             | Подільський                                  | 1971                | Лебединська                 |
| П'ятигорська                | Альпійська                                              | Голосіївський                                | 2023                | Альпійська                  |
| П'ятигорський               | Альпійський пров.                                       | Голосіївський                                | 2022                | Альпійський пров.           |
| П'ятдесятиріччя Жовтня пр-т | Леся Курбаса пр-т                                       | Святошинський                                | 2007                | Леся Курбаса пр-т           |
|                             |                                                         |                                              |                     |                             |